# X-Men le origini - Wolverine
X-Men le origini - Wolverine (X-Men Origins: Wolverine) è un film del 2009 diretto da Gavin Hood.
Basato sul personaggio di Wolverine di Marvel Comics. È il primo film dedicato alla trilogia spin-off su Wolverine, nonché il quarto film della serie di film X-Men.
Hugh Jackman torna nel ruolo del protagonista e viene affiancato da Liev Schreiber nel ruolo di Victor Creed; insieme a loro Danny Huston (nel ruolo di William Stryker), Lynn Collins, Will.i.am, Taylor Kitsch e Kevin Durand.
Il film è uscito nelle sale in molti paesi del mondo il 1º maggio 2009, mentre in Italia il 29 aprile. Ad accompagnare il film è uscito l'omonimo videogioco pubblicato da Activision per Xbox 360, Nintendo DS, Wii, PlayStation 2, PlayStation 3, PlayStation Portable e PC.

## Trama
Canada, 1845. James Howlett è un ricco bambino dalla salute cagionevole, con la sola compagnia di Victor, il figlio adolescente del giardiniere della villa di famiglia: una notte quest'ultimo irrompe ubriaco in casa litigando con Elizabeth Howlett, la madre di James; il padre John va a vedere che succede e si sente una fucilata. James corre giù e trova il padre morto. Lo shock innesca l'apparizione dei poteri mutanti di James e per la prima volta egli estrae i suoi artigli ossei. Il giovane si getta contro il giardiniere e lo trafigge; quest'ultimo muore rivelando al giovane James che in realtà lui è suo figlio e che l'uomo morto a terra è sempre stato un impostore. La madre è terrorizzata e disgustata dai poteri del figlio e questi è costretto a fuggire. Durante la fuga viene raggiunto da Victor, il quale gli spiega che ormai loro sono fratelli e, come tali, dovranno proteggersi a vicenda per sempre. James e Victor attraversano indenni molti luoghi di furenti battaglie del XIX e del XX secolo: dalla guerra di secessione americana alle trincee europee della prima e seconda guerra mondiale, dallo sbarco in Normandia alle foreste della guerra del Vietnam; durante questi avvenimenti Victor dà sempre più libero sfogo ai suoi istinti omicidi, mentre James si sforza di mantenerli entro un limite.
Condannati per la morte di un ufficiale superiore, i due vengono giustiziati ma non muoiono. Il giorno stesso ricevono la visita del maggiore William Stryker, che sta reclutando mutanti abili a combattere per una squadra speciale con privilegi particolari: i due accettano. La squadra di Stryker, oltre ai due, è composta da: Wade Wilson, un mercenario incapace di chiudere la bocca, specialista nell'uso delle katane; Fred Dukes, muscoloso e capace di assorbire qualunque impatto; John Wraith, un teleporta; Zero, specialista nelle armi da fuoco e abituato a sparare senza fare domande; Bolt, capace di interagire con tutto ciò che funziona a elettricità. Durante una missione in Nigeria per cercare un meteorite a cui Stryker è interessato, l'ennesima dimostrazione di bestialità da parte di Victor convince James a voltare pagina e lasciare per sempre il gruppo.
Nel 1979, James che adesso si fa chiamare "Jimmy Logan" è tornato a casa, in Canada, sulle Montagne Rocciose; lavora come boscaiolo ed ha una relazione con Kayla "Silver Fox", una maestra di scuola. È proprio la sua amata a raccontargli una leggenda sullo spirito della Luna e sul suo compagno Kuekuatsheu (in inglese Wolverine, cioè "ghiottone"), da cui fu separata con l'inganno: una leggenda che rimarrà impressa nella mente di Logan. Un giorno Stryker, ora colonnello, viene a trovarlo sostenendo che qualcuno sta uccidendo i vecchi componenti della squadra: Wade Wilson e Bolt sono già morti. Stryker chiede aiuto a Logan per trovare l'assassino ma questi rifiuta. Il giorno seguente Kayla viene uccisa da Victor, ma Logan, pur avvertendo la presenza del fratello nei paraggi, interviene in ritardo; non può far altro che trovare il corpo privo di vita della donna e capire che l'assassino di mutanti non è altro che il fratello Victor. Logan si scontra con Victor in un bar, ma ha la peggio e quest'ultimo gli spezza gli artigli ossei. Ricoverato in ospedale, Logan incrocia Stryker accusandolo di non avergli detto subito che l'assassino dei mutanti fosse Victor, causando così anche la morte dell'amata. Stryker convince Logan ad aiutarlo a trovare Victor e ad appagare la sua sete di vendetta, fornendogli delle armi indistruttibili con cui sconfiggerlo.
Nella base segreta di Alkali Lake, Logan viene sottoposto ad un dolorosissimo esperimento che ricopre il suo scheletro con adamantio, una lega metallica indistruttibile ricavata dal meteorite che, anni prima, Stryker cercava in Africa. La procedura riesce perfettamente con grande gioia di Stryker, che considera Logan l'Arma X. Ma quando il colonnello, credendolo in coma, manifesta l'idea di cancellargli la memoria per controllarlo, Logan - ora auto-nominatosi "Wolverine" - estrae i suoi nuovi artigli di adamantio e fugge dalla base. Wolverine trova rifugio nella vecchia casa degli anziani Hudson, i quali gli concedono vitto e alloggio. Purtroppo l'Agente Zero è sulle sue tracce e uccide i due vecchi innocenti, incolpando Wolverine che riesce a fuggire e ingaggia una lotta furibonda contro l'esercito che Stryker gli ha scagliato contro. Una volta ucciso l'Agente Zero, Wolverine riparte con l'obiettivo di trovare non solo Victor ma anche Stryker.
Wolverine rintraccia Wraith, ora gestore di una palestra di boxe a Las Vegas, nella quale combatte Fred "Blob" Dukes, ormai diventato estremamente obeso e quasi imbattibile. Dopo un incontro di boxe, "Blob" rivela a Wolverine che Stryker e Victor lavorano ancora insieme su un'isola dove rapiscono mutanti e fanno degli esperimenti su di loro. Nel frattempo Victor giunge ad un liceo e rapisce la sua ultima preda, un ragazzo di nome Scott Summers (successivamente conosciuto come Ciclope), mutante in grado di sparare raggi ottici dai suoi occhi, e lo consegna a Stryker. Blob non può aiutare Wolverine in quanto ignaro di dove si trovi l'isola, ma gli rivela che l'unico che potrebbe dirglielo è un mutante che era prigioniero di Stryker e, fortunatamente, è riuscito a fuggire: il suo nome è Remy LeBeau, un giocatore d'azzardo di New Orleans detto Gambit. Logan si reca, in compagnia di Wraith, a Las Vegas e incontra Gambit. Intanto Victor e Wraith si scontrano e quest'ultimo ha la peggio: Victor lo uccide e ne preleva il DNA (in questa occasione gli rivela che ha già ucciso Blob). Quando Logan scopre che Victor ha ucciso Wraith, ormai è troppo tardi: furioso, Logan si batte con Victor. Purtroppo Gambit, che ha frainteso Logan e lo ha scambiato per qualcuno che lavora con Stryker e che vuole riportarlo nell'isola, inizia a combattere contro Logan così da favorire la fuga di Victor. Dopo un breve scontro, Logan fa capire a Gambit di non essere un agente e che ha bisogno del suo aiuto per arrivare all'isola e uccidere Stryker. Nel frattempo Stryker sta creando un essere chiamato "Arma XI", usando il corpo di Wade Wilson e unendo insieme diversi poteri di mutanti nonostante la riluttanza del generale Munson, che gli rivela di essere a conoscenza del suo passato (il figlio, un mutante di nome Jason che ora è tenuto sotto ghiaccio da Stryker, ha ucciso sua moglie) e di voler chiudere i suoi esperimenti: Stryker non accetta il pensiero del generale e lo uccide.
Gambit conduce Wolverine sull'isola (Three Mile Island) con il suo aereo e riesce a entrare nella base. Qui Stryker spiega che è stato prelevato il DNA dai mutanti che sono stati uccisi e quelli presi come prigionieri per combinarli insieme e creare un solo supermutante, detto l'Arma XI. Stryker rivela che l'ultimo pezzo del puzzle era il DNA di Logan e che ha dovuto spingerlo a vendicarsi per ottenerlo. Logan scopre che Kayla Silverfox è ancora viva e che la sua morte è stata inscenata solo per portare Wolverine a subire l'esperimento. Stryker inoltre svela a Wolverine che anche Kayla è una mutante in grado di manipolare i pensieri delle persone semplicemente toccandole e gli fa credere che la ragazza, ormai sotto minaccia di Stryker, lo abbia imbrogliato; sentitosi tradito, Wolverine scappa dalla base. Victor comunica a Stryker che la sua missione di cattura dei mutanti è terminata e che ora vorrebbe ottenere la sua ricompensa promessa a lungo da Stryker: subire un esperimento per divenire invincibile. Stryker, però, spiega a Victor che non potrà subire alcun esperimento in quanto è più debole del fratello e non sopravviverebbe all'operazione. Nello stesso momento Kayla gli chiede di poter liberare sua sorella Emma, mutante in grado di cambiare pelle in diamante: anche nel suo caso Stryker non mantiene la promessa. È chiaro che Stryker li abbia solo usati per i suoi scopi e questo porta Victor ad avere un attacco di rabbia nei confronti di Kayla la quale urla e attira l'attenzione di Logan che torna alla base e si scontra con Victor. Ormai con la vittoria in pugno, Wolverine decide di non uccidere Victor bensì solo di stordirlo poi, convinto da Kayla, decide di liberare tutti i giovani mutanti, compresi la sorella Emma e il giovane Scott Summers.
Deciso ad abbattere Wolverine, Stryker attiva Arma XI (chiamato "Deadpool") comandandolo a distanza e facendolo scontrare con il mutante dagli artigli di adamantio. Intanto i giovani mutanti fuggono insieme a Kayla ma un attacco improvviso da parte delle guardie di Stryker costringe Kayla, ferita, a rimanere a terra. I mutanti fuggono trovando la via d'uscita grazie al giovane Scott Summers il quale è guidato da una voce entrata nella sua testa.
Wolverine si batte con Arma XI, il quale sembra avere la meglio, ma Victor arriva in soccorso del fratello e insieme riescono ad abbattere Arma XI, decapitato da Wolverine. La torre di raffreddamento sulla quale hanno combattuto è rimasta danneggiata e sta per crollare; Victor riesce a fuggire, non prima di aver detto a Wolverine che il loro cammino s'incrocerà nuovamente in futuro e di avergli giurato che lo proteggerà sempre («siamo fratelli e i fratelli si proteggono sempre»). Wolverine viene salvato da Gambit e i due si dividono nuovamente con compiti ben precisi: trovare Stryker e portare in salvo i giovani mutanti prigionieri. Wolverine trova Kayla ferita a terra e cerca di portarla in salvo ma viene fermato da Stryker, il quale gli spara dei proiettili di adamantio che lo abbattono momentaneamente e gli fanno perdere la memoria. Kayla riesce, grazie al suo potere, a far andare via Stryker, dopodiché muore.
Intanto i giovani mutanti riescono a fuggire e incrociano Charles Xavier, il quale rivela a Scott di essere stato lui la voce nella sua testa a guidarli ad uscire. I giovani mutanti si uniscono a Xavier e scappano. Gambit, assicuratosi che i mutanti siano in salvo, torna da Wolverine che, una volta rinvenuto, non ricorda più nulla del suo passato: Gambit gli rivela che lui è "Logan" e lo convince a scappare dall'isola.
Nella fuga i due trovano il corpo privo di vita di Kayla e Wolverine si ferma ad osservarla, ma ammette di non conoscerla. Gambit intravede dei carri armati avvicinarsi, Wolverine decide di trovare da solo la propria strada e Gambit fugge augurandogli buona fortuna.
A metà dei titoli di coda un'altra scena vede Stryker raggiunto da alcuni militari che lo arrestano per essere uno dei probabili responsabili della morte del generale Munson.
Dopo i titoli di coda viene mostrato il braccio di Arma XI cercare qualcosa a terra, che si rivela essere la sua stessa testa. La afferra, si sveglia e con la bocca non più cucita sussurra «Shhh!».
Esiste anche una scena alternativa dopo i titoli di coda, che vede Wolverine in Giappone a bere. La cameriera del bar gli chiede se sta bevendo per dimenticare e il mutante risponde che, in realtà, beve per ricordare.

## Personaggi
- James "Logan" Howlett / Wolverine, interpretato da Hugh Jackman: mutante e futuro co-leader degli X-Men. Jackman ha interpretato Wolverine anche nei precedenti film X-Men, X-Men 2 e X-Men - Conflitto finale.
  - Troye Sivan interpreta il giovane James.
- Victor Creed, interpretato da Liev Schreiber: fratellastro e commilitone di Logan. Jackman e Schreiber avevano già lavorato insieme in Kate & Leopold (2001); il ruolo era già stato interpretato da Tyler Mane nel primo film del franchise.
  - Michael James Olsen interpreta il giovane Victor.
- William Stryker, interpretato da Danny Huston: un colonnello che fa esperimenti sui mutanti; è la versione giovanile di quella interpretata da Brian Cox in X-Men 2. Inizialmente per il ruolo era stato considerato Liev Schreiber, che tuttavia optò per interpretare Victor Creed trovandolo più interessante.
- John Wraith, interpretato da Will.i.am: un mutante teleporta amico di Wolverine.
- Kayla Silver Fox, interpretato da Lynn Collins: l'amata di Wolverine che si scopre poi in accordo con Stryker; tra i suoi poteri la telepatia tattile e l'ipnosi. Il ruolo di Silver Fox era stato inizialmente offerto a Michelle Monaghan, che però ha dovuto rifiutare a causa di altri impegni.
- Frederick "Fred" J. Dukes / Blob, interpretato da Kevin Durand: un mutante amico di Wolverine. Nelle prime sequenze del film si dimostra un combattente formidabile con una forza sovrumana, ma a seguito di un disturbo alimentare il suo corpo è divenuto enorme e praticamente invulnerabile.
- Chris Bradley, interpretato da Dominic Monaghan: un mutante in grado di controllare e generare energia elettrica. Il ruolo di Chris Bradley / Bolt era stato inizialmente offerto a Edgar Wright.
- Remy LeBeau / Gambit, interpretato da Taylor Kitsch: un mutante capace di caricare il suo corpo e oggetti con energia bio-cinetica prodotta dal suo stesso organismo; è inoltre molto agile ed abile nell'usare il suo bastone. È la prima apparizione di Gambit in un film sugli X-Men.
- Agent Zero, interpretato da Daniel Henney: sicario al soldo di William Stryker dalla mira infallibile.
- Wade Wilson / Deadpool / Arma XI, interpretato da Ryan Reynolds: un mercenario spiritoso e logorroico con una grande abilità nel maneggiare le spade; in seguito verrà trasformato in Arma XI. Come Arma XI, è interpretato da Scott Adkins.
- Scott Summers / Ciclope, interpretato da Tim Pocock: un mutante capace di emettere raggi ottici. In seguito diverrà Ciclope, membro e leader degli X-Men.
- John Howlett, interpretato da Peter O'Brien: il presunto padre di James, ucciso da Thomas Logan nelle sequenze iniziali del film.
- Thomas Logan, interpretato da Aaron Jeffery: il padre di Victor e James, ucciso da quest'ultimo.
- Elizabeth Howlett, interpretata da Alice Parkinson: la madre di James.
- Emma, interpretata da Tahyna Tozzi: la sorella di Kayla, una mutante con il potere di tramutare la sua pelle in diamante. Il suo personaggio è basato su quello di Emma Frost, anche se è stato rivelato da Bryan Singer che non si tratta di Emma Frost, ma di una mutante con caratteristiche simili.[2]

### Camei
Il gruppo dei mutanti in fuga da Arma X viene accolto dal Professor Charles Xavier (interpretato da Patrick Stewart, ringiovanito digitalmente). All'interno del laboratorio di Arma X è presente, in stato di congelamento, il giovane figlio di William Stryker, Jason (riconoscibile dalle iridi eterocrome), già apparso nel film X-Men 2 (2003). Nella scena in cui Wolverine incontra Gambit, al tavolo da poker si può notare il giocatore professionista Daniel Negreanu. I due anziani signori che ospitano Wolverine (interpretati da Max Cullen e Julia Blake) sono James e Heather Hudson. Nei fumetti della Marvel Comics sono conosciuti come Guardian e Vindicator. Inizialmente era stato incluso anche un cameo di Tempesta, che sarebbe dovuta comparire nei panni di una bambina tra gli abitanti del villaggio in Nigeria visitato dalla squadra di Stryker. La scena però non è stata inclusa nella versione finale del film ed è inserita nel DVD. Tra i giovani mutanti rapiti da Stryker, è possibile riconoscere (solo vagamente ispirati alla loro controparte cartacee): Psylocke e Revanche, interpretate rispettivamente da Jade Tang e Joelle Tang, Banshee, Riptide interpretato da Janos Quested, Toad e Quicksilver.
Anche Stan Lee avrebbe dovuto avere un cameo, ma non è stato incluso in quanto la maggior parte delle scene sono state girate in Australia.

## Produzione
David Benioff è stato chiamato per lavorare alla sceneggiatura del film nel 2004; Jackman ha costantemente lavorato con lui alla stesura, oltre ad aver assunto anche i panni di produttore. La sceneggiatura è stata conclusa nell'ottobre del 2006, quando Jackman ha dichiarato che sarebbe stato necessario almeno un anno prima dell'uscita; ad essa collaborò anche David Ayer.

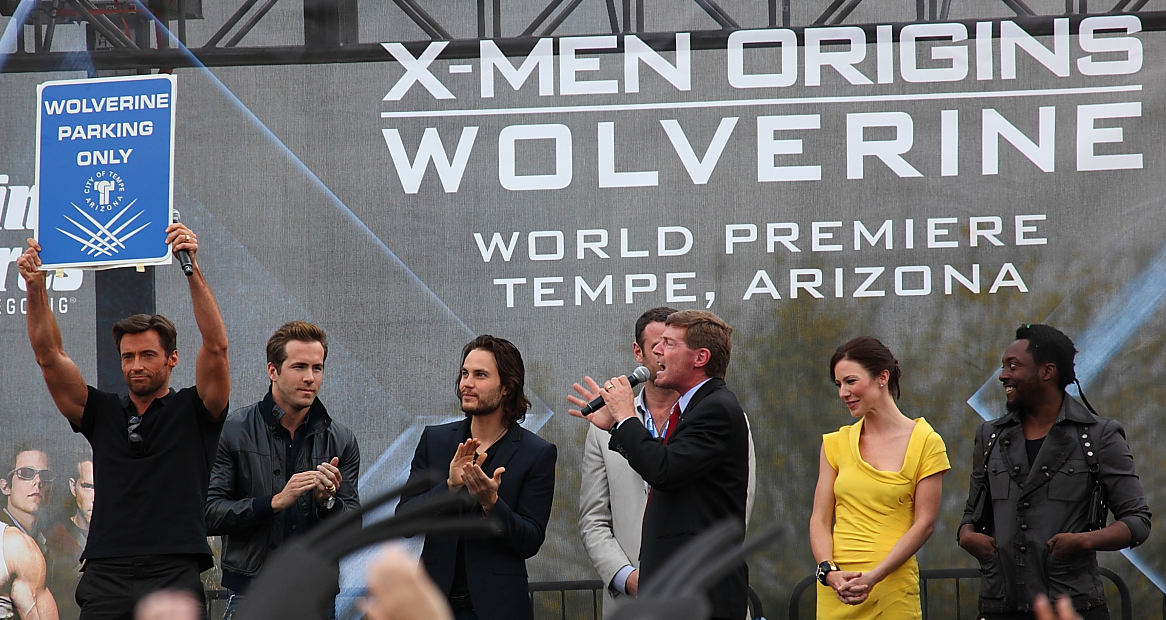
Il cast all'anteprima mondiale del film.

Per la regia inizialmente la produzione pensò a Zack Snyder, che aveva stupito i produttori dopo la direzione di 300. Tuttavia Snyder era già impegnato con Watchmen, trasposizione cinematografica dell'omonima miniserie a fumetti di Alan Moore e Dave Gibbons.
La produzione pensò, allora, a Len Wiseman e a Bryan Singer, quest'ultimo già regista di X-Men e X-Men 2. Brett Ratner era in trattativa con gli studios per assumere le redini del progetto, dopo aver girato X-Men - Conflitto finale, ma non si raggiunse un accordo.
Anche Gabriele Muccino rientrò tra i possibili registi. Il suo soggetto venne ben accolto dalla Marvel, ma successivamente rifiutato dalla 20th Century Fox, da loro non ritenuto un regista adatto a dirigere il cinecomic.
Nel luglio del 2007 venne infine scelto il premio Oscar Gavin Hood, grazie ai parallelismi individuati da Hugh Jackman con il protagonista del precedente film di Hood, Il suo nome è Tsotsi.
Dopo la scelta di Hood come regista, Skip Woods fu ingaggiato per revisionare e riscrivere la sceneggiatura di Benioff.
Le riprese del film sono iniziate il 18 gennaio 2008 e si sono concluse il 23 maggio. Gran parte di esse si sono svolte ai Fox Studios Australia di Sydney e solo alcune in Nuova Zelanda. Il 14 febbraio 2008 la 20th Century Fox ha pubblicato in rete la prima foto del set. Il budget del film è stato di circa 150000000 $.
In seguito ad alcuni problemi di produzione nel gennaio 2009 sono state predisposte delle riprese aggiuntive, realizzate negli studi Fox di Vancouver.

## Accoglienza

### Incassi
X-Men le origini - Wolverine ha ottenuto un incasso pari a 179 883 157 $ in Nord America e 193 179 707 $ nel resto del mondo, di cui 6 945 272 $ in Italia, per un incasso totale di 373 062 864 $.

### Critica
Il film ha ricevuto recensioni miste dalla critica cinematografica. Sull'aggregatore di recensioni Rotten Tomatoes ha una percentuale di gradimento del 38% con un voto medio di 5,10 su 10 basato su 260 recensioni. Su Metacritic ha un punteggio di 40 su 100 sulla base di 39 recensioni.

## Riconoscimenti
Teen Choice Awards - 2009
Teen Choice Award for Choice Movie – Action